# 魯邦三世 PART6
《魯邦三世 PART6》，是由漫畫家加藤一彥擔任原作的動畫《魯邦三世》系列的第6部電視動畫，於2021年5月宣布製作決定，日本於2021年10月開播。在大中華，東南亞，南亞，中亞，太平洋島國以及毛里求斯地區由羚邦集團代理，台灣於巴哈姆特動畫瘋、KKTV、FriDay影音、MyVideo、HamiVideo、中華電信MOD、LINE TV、CatchPlay+首播。中國大陸於bilibili播出，其他地區則通過羚邦下屬的ani-one 官方YouTube頻道首播。

## 故事內容

### 第一章
故事的舞台為英國倫敦，魯邦的目標是謎樣組織「Raven」隱藏起來的寶物，而它的線索是一幅畫。蘇格蘭場與MI6出面阻止，名偵探夏洛克·福爾摩斯也會在故事中登場。

## 登場人物

### 主要角色
鲁邦三世（声：栗田贯一）
本作主角。怪盜亞森·鲁邦的孫子，世界傳奇大盜，義賊，透過各種奇妙的想法和技術來獲得目標，具有高超的偷盜技術，沒有他偷不到的東西。
次元大介（声：小林清志〔第0話〕→大塚明夫）
超級神槍手，拔槍只需0.3秒，嗜酒，老菸槍。即使一人遇到麻煩也能掌握局面並打破困境，是魯邦的忠實搭檔。
石川五右卫门（声：浪川大輔）
日本武士，劍法快如閃電，沒有他砍不斷的東西，為石川五右卫门的十三代子孫，是魯邦的忠實搭檔。
峰不二子（声：澤城美雪）
身世如謎的女子，擁有出色的外表以及完美的身材比例，以自我慾望做為行動的第一原則。
錢形警部（声：山寺宏一（日本）；賈文安（台灣））
國際刑警組織ICPO的魯邦三世專案搜查官，一心一意只想將魯邦逮捕歸案。

### 前作角色
八咫烏五郎（聲：島崎信長）
國際刑警組織ICPO刑事，錢形警部的部下。
阿爾貝·唐德萊奇（聲：津田健次郎）
法國司法警察中央局局長，擁有冷靜理性的個性。知曉魯邦的過去的神祕男子，曾經與魯邦搭檔。

### 本作角色

#### 第一章
夏洛克·福爾摩斯（聲：小原雅人）
世界第一的名偵探，能夠找到任何難題的答案。因十年前的事件而導致搭檔約翰·H·華生喪命而退離一線，目前住在貝克街221B號，以外遇調查及尋找寵物為主業，偶爾也會協助蘇格蘭場辦案。格鬥和射擊技巧與魯邦等人平分秋色，摩托車駕駛技術也很出色。
莉莉·華生（聲：諸星堇）
與福爾摩斯住在一起的14歲少女，為了成為福爾摩斯的助力而投身於案件當中。因十年前的事件導致失憶，但目擊魯邦與不二子騎機車逃亡的瞬間使恢復記憶漸漸加快，經福爾摩斯與魯邦特意安排下使記憶恢復並認出雷斯垂德是槍殺父親的真兇。
雷斯垂德（聲：志村知幸）
蘇格蘭場的警部，與福爾摩斯是道義之交的親友。實際是「Raven」組織的底層成員，是槍殺華生的真兇，卻不知自己的組織於90年代解散，Raven寶藏其實是大量未爆彈。知道真相後逃跑到倫敦塔橋，向福爾摩斯與魯邦轉告也後悔對莉莉造成失去親生父親所帶來的傷害，握著炸彈也跳向泰晤士河自爆身亡。
哈德森（聲：園崎未惠）
福爾摩斯與莉莉所住的公寓的女房東。
約翰·H·華生（聲：西村太佑）
已故，福爾摩斯過去的搭檔，莉莉的親生父親。
賽巴斯丁·莫蘭（聲：金尾哲夫）
傭兵，而且是厲害的狙擊手，持有經特殊改造後的空氣槍。受「教授」雇用並攻擊魯邦等人。因次元與五右衛門尋找突然失控的魯邦下落而親自帶他們去找莫里亞蒂。
詹姆士·莫里亞蒂（聲：石田彰）
金髮少年，通稱「教授」的犯罪顧問，平常以花店兼職工身分出現，莫蘭大佐的雇主。似乎很早認識魯邦一行也警告不要隨意插手管事，他知道巴的事蹟，也講到其擅長潛意識與記憶相關領域的專家。

#### 第二章
瑪堤雅·法勒（聲：清水理沙）
於紐約經營花店的女性，原本從事會計師，但想要嘗試新事物而轉行經營花店，不知面前的老先生是魯邦變裝。因在拍賣會場附近遭「ELVIRA」集團成員與魯邦對戰所波及，魯邦趕緊救她並遠離現場，不久隨即被送往醫院急救並休養，魯邦要負起責任也不變裝探望。
實為殺害海瑟的真兇，和亞莉發生衝突並傷害，也逃離半邊蓮飯店，被ICPO列為國際通緝犯，但最後來到雷文蘭。實際是受巴的誘導催眠而洗腦，只要聽到“永恆之愛”的關鍵詞，整個人就会失去理智變得異常，产生攻擊周遭他人的行為。於日本的馬毘子村一處別墅和巴相遇並槍擊魯邦，但沒想到魯邦避開要害出現自己的面前，隨即拿出匕首向魯邦攻擊。在看見巴被魯邦槍殺後，朝她的遺體用匕首猛刺多次，並發洩不滿也吶喊著。但決鬥並未結束，於別墅屋頂對魯邦攻擊，但雙方落在地上後依然沒有結果，而被魯邦說教。可最後選擇投降，被錢形逮捕。
亞莉安娜（聲：森奈奈子）
隸屬ICPO的女性捜査官。與八咫同樣將魯邦逮捕歸案產生熱烈執著。曾經有接受巴的教育。洗清錢形莫須有罪嫌並找到證據照片後卻在一一調查照片發現入侵海瑟的住處的不明人士似乎有帶手鍊，約瑪蒂亞在半邊蓮飯店約談。但追問下才知瑪蒂亞是殺害海瑟的真兇，隨即發生衝突，但深受重傷倒在飯店走廊被趕來的八咫與錢形立刻報救護送醫。據錢形所言經住院治療數個月後康復。
梅賽德斯·卡米洛（聲：木曾寬子）
率領強盜集團「ELVIRA」的紅髮女性，敵視魯邦一行，同樣會用到高科技技術。但魯邦會考慮民眾並避免受到潑及的想法完全相反是會用到火箭發射器與BTR-90裝甲車等其他武裝手段，不顧慮有無民眾受潑及也破壞一切，如恐怖分子般冷酷無情的危險人物。對部下們視為自己的替身並要求變裝成自己，就算部下受傷或被逮捕也不在乎，曾有接受巴的教育，之後與部下們一同被ICPO逮捕。最終話被兩位部下所救並逃獄，但放棄超越魯邦的目標，現在想著要做自己想做的事。
巴（聲：一柳留美、深見梨加〈回想時〉）
於魯邦年幼期，由魯邦的爺爺雇來當家教。雖服裝穿著偏和風，但名字的片假名寫法與漢字是不明，魯邦對她的事也稱為「母親」來尊稱，沒有任何血緣關係。「謊言必須包裝兩到三層，對任何人不許大意」為基礎進行不間斷護身武術與操作槍械的教育訓練，也教授其小偷的各種技能。直到那天從魯邦自家盜走紅鑽石並被保鏢槍擊而從懸崖上摔落，魯邦認為她死亡，但梅賽德斯知道巴的事以及信封來判斷有可能還活著的事實。
魯邦於日本的馬毘子村一處別墅和已是老年的巴會面並得知真相，當年被保鏢槍擊而從懸崖上摔落死亡的是她誘導催眠魯邦家的女僕並成自己的替身。挑選學生的要件是各國語言的女性，以誘導催眠教育並進一步控制其人生。為奪走魯邦的意識而用這方式毀掉不知多少女性們的人生而被魯邦開槍命中身亡，其遺體連同盒子一同被燒毀。
米蓮‧魯格蘭（聲：佐藤利奈）
在法國馬賽的一名小鎮醫生，過去她與次元認識。
蓋比（聲：喜多村英梨）
引領時尚品牌「GJ」的時裝設計師。她救了五右衛門，並選擇他作為她時裝秀的模特兒。
王琳花（聲：尤加奈）
保安公司董事，曾任職ICPO業務，協助錢形追蹤並找到被ICPO列為國際通緝犯瑪蒂亞法勒在雷文蘭。
海瑟（聲：甲斐田裕子）
科托爾尼共和國的榮合黨政治家，年輕時有接受巴的教育也學習不少知識，因自身的利他主義而決定當政治家。但因此得罪政敵，被不斷陷害，藉魯邦幫助下才知道是自己政黨的同事與同夥在陷害自己的事實。沒想到的是魯邦一行回國後卻死於自己的住處，錢形想確定其死因卻被科托爾尼共和國當地警察逮捕而被冠上襲擊殺人罪嫌。真相是瑪堤雅才是殺害自己的真兇。
愛美莉亞（聲：潘惠美）
曾經和不二子一起工作的女盜賊。性格樂觀，在與人相處方面是天才。
穆兒（聲：宇山玲加）
生活在寧靜的島上的少女，總是隨身攜帶一本速寫本，沉迷於妄想中。
芬恩‧克拉克（聲：茅野愛衣）
即將滿16歲的少女，為了了解他母親的過去，他帶著母親留下的日記來到她的出身地。
瑪莉葉‧克拉克（聲：折笠富美子）
芬恩的母親，在16歲時懷上了芬恩，生下她後去世。

## 主題曲
片頭曲
「THEME FROM LUPIN III 2021」
作曲&編曲：大野雄二、演奏：Yuji Ohno & Lupintic Six with Friends
「ルパン三世'80」
第0話的片頭曲，作曲&編曲：大野雄二、演奏：Yuji Ohno & Lupintic Six with Friends
片尾曲
第一章「MILK TEA」
主唱：原FAITH的主唱-Akari Dritschler、作曲&編曲：大野雄二、作詞：BOUNCEBACK、演奏：Yuji Ohno & Lupintic Six with Friends
第二章「BITTER RAIN」
主唱：藤原櫻

## 集數列表
| 話數   | 日文標題 | 中文標題                 | 劇本      | 分鏡     | 演出                | 作畫監督                                                                                             | 首播日期        |
| ------ | -------- | ------------------------ | --------- | -------- | ------------------- | --- | --------------- |
| 第0話  |          | EPISODE 0 ―時代―         | 高橋悠也  | 富澤信雄 | 富澤信雄            | 八崎健二、山村俊了                                                                                   | 2021年 10月10日 |
| 第1話  |          | 夏洛克·福爾摩斯登場      | 大倉崇裕  | 菅沼榮治 | そえたかずひろ      | 丸藤廣貴                                                                                             | 10月17日        |
| 第2話  |          | 偵探與惡徒               | 大倉崇裕  | 矢野博之 | 齊藤啓也            | 丸山修二、湯本佳典 山中純子                                                                          | 10月24日        |
| 第3話  |          | 橫斷大陸鐵道（假）大冒險 | 辻真先    | 辻初樹   | 臼井貴彦            | 篠原健二、小川一郎                                                                                   | 10月31日        |
| 第4話  |          | 晚餐的殺手們             | 押井守    | 長沼範裕 | そえたかずひろ      | 敷島博英                                                                                             | 11月7日         |
| 第5話  |          | 帝都夢見了小偷 上篇      | 蘆邊拓    | 龜垣一   | 原田奈奈            | 三浦厚也、とみながまり 森七奈、山中純子                                                              | 11月14日        |
| 第6話  |          | 帝都夢見了小偷 下篇      | 蘆邊拓    | 辻初樹   | 浅見隆司            | 阿部智之、鈴木美音織                                                                                 | 11月21日        |
| 第7話  |          | 不能說的事件             | 大倉崇裕  | 許平康   | 許平康              | 湯本佳典、山中純子 丸山修二                                                                          | 11月28日        |
| 第8話  |          | 最後一顆子彈             | 樋口明雄  | 鍋島修   | 清水明              | 小林ゆかり、Song Hyeonju Lee Yesung、Kim Yujin Park Jaeseok、Kim Juno                                | 12月5日         |
| 第9話  |          | 漆黑的鑽石               | 湊佳苗    | 千明孝一 | 神崎ユウジ          | Song Hyeonju、Lee Yesung Kim Yujin、桜井木ノ実 飯飼一幸、杜偉峰 魏旭龍、陳亮 李良鵬、清水恵蔵        | 12月12日        |
| 第10話 |          | 達爾文之鳥               | 押井守    | 荒川眞嗣 | そえたかずひろ      | 高木信一郎                                                                                           | 12月19日        |
| 第11話 |          | 真實與渡鴉               | 大倉崇裕  | 矢野博之 | 熨斗谷充孝          | 清水恵蔵、Park Yeonghi Lee Yesung、Gang Hyeonguk Kim Yujin、Park Jaeseok                             | 12月26日        |
| 第12話 |          | 英國的亡靈               | 大倉崇裕  | 小島正幸 | 齊藤啓也            | 山中純子、湯本佳典 丸山修二                                                                          | 12月26日        |
| 第13話 |          | 來自過去的招待券         | 村越繁    | 矢野博之 | そえたかずひろ      | 湯本佳典、チャ ミョンジュン ク ジャチョン、丸山修二                                                  | 2022年 1月9日   |
| 第14話 |          | 海市蜃樓的女人們         | 村越繁    | 辻初樹   | 杉本研太郎          | 山中純子、湯本佳典 丸山修二                                                                          | 1月16日         |
| 第15話 |          | 敲響祝福之鐘的槍聲       | 金田一明  | 千明孝一 | 浅見隆司            | 阿部智之、鈴木美音織                                                                                 | 1月23日         |
| 第16話 |          | 武士發表會               | 篠塚智子  | 坂田純一 | 浅見隆司            | 清水恵蔵、櫻井木ノ実 飯飼一幸、陳亮 杜偉峰、Lee Yeseung Park Songhwa                                 | 1月30日         |
| 第17話 |          | 命懸0.1秒                | 金田一明  | 坂田純一 | 殿勝秀樹            | 高木信一郎                                                                                           | 2月6日          |
| 第18話 |          | 虛假喚來謊言 上篇        | 村越繁    | 辻初樹   | 辻初樹              | 八崎健二、チャ ミョンジュン ク ジャチョン                                                            | 2月6日          |
| 第19話 |          | 虛假喚來謊言 下篇        | 村越繁    | 辻初樹   | 栗井重紀 小美野雅彦 | 小美野雅彦、Lee Seong-jin 楠田悟 Kim Jeong-suk、Shin Eun-a                                           | 2月20日         |
| 第20話 |          | 兩位惡女                 | 下 亞友美 | 坂田純一 | 前園文夫            | 華房泰堂、武口憲司                                                                                   | 2月27日         |
| 第21話 |          | 歡迎來到泡沫之島         | 篠塚智子  | 千明孝一 | 江上潔              | Park Songhwa、Choi Yunhi Kim Ranyung、Han Enmi Park Yenghi、櫻井木ノ實 飯飼一幸、杜偉峰 魏旭龍、陳亮 | 3月6日          |
| 第22話 |          | 我母親的紀錄             | 千明孝一  | 千明孝一 | 千明孝一            | 山中純子                                                                                             | 3月13日         |
| 第23話 |          | 心愛魔女的記憶           | 村越繁    | 菅沼榮治 | 殿勝秀樹            | 湯本佳典、丸山修二 チャ ミョンジュン、ク ジャチョン                                                  | 3月20日         |
| 第24話 |          | 壞人所愛之物             | 村越繁    | 菅沼榮治 | そえたかずひろ      | 丸藤廣貴、高木信一郎 八崎健二                                                                        | 3月27日         |

### 播放平台
| 國家或地區 | 播放平台                                                                        | 播放日期         | 備註 |
| ---------- | ------------------------------------------------------------------------------- | ---------------- | ---- |
| 臺灣       | 巴哈姆特動畫瘋 KKTV FriDay影音 MyVideo HamiVideo 中華電信MOD LINE TV CatchPlay+ | 2021年10月17日－ |      |

## 外部連結
- 官方網站 （页面存档备份，存于）